# Margarida Coimbra do Nascimento
Margarida Coimbra do Nascimento (Niterói, 21 de agosto de 1955) é uma engenheira civil e política brasileira. Em junho de 1979, formou-se em engenharia civil pela Pontifícia Universidade Católica do Rio de Janeiro.
Foi Ministra dos Transportes do Brasil no governo Itamar Franco, de 21 de dezembro de 1993 a 3 de março de 1994.